# Onthophagus conspicuus
Onthophagus conspicuus är en skalbaggsart som beskrevs av Macleay 1864. Onthophagus conspicuus ingår i släktet Onthophagus och familjen bladhorningar. Inga underarter finns listade i Catalogue of Life.